# Leucania boisduvali
Leucania boisduvali là một loài bướm đêm trong họ Noctuidae.